# Unión de Rugby de Cuyo
La Unión de Rugby de Cuyo  è l'organizzazione che governa il gioco del rugby nella Provincia di Mendoza, Argentina.

## Storia
L'unione fu fondata il 22 settembre 1945. Inizialmente comprendeva anche club della Provincia di San Juan, poi organizzatesi nel 1980 in una propria federazione.

## La rappresentativa
L'Unión de Rugby de Cuyo è rappresentata nel "Campeonato Argentino", la competizione alla quale partecipano le 24 unioni che costituiscono la Unión Argentina de Rugby.
Il team gioca in divisa a strisce orizzontali rossa, azzurra e blu e sono chiamati "Los Guanacos". Ha vinto il toerneo nazionale nel 2004.

### Palmarès
- Campeonato Argentino
  - Vincitore (1): 2004
  - Finalista (6): 1973, 1974, 1976, 1983, 1990, 2005

## Club
- Banco Rugby Club
- Belgrano Rugby Club
- Club del Personal del Banco Mendoza (CPBM)
- Junín Rugby Club
- Liceo Rugby Club
- Los Cuervos Rugby Club
- Los Tordos Rugby Club
- Marista Rugby Club
- Mendoza Rugby Club
- Peumayén Rugby Club
- Pumai Rugby Club
- Rivadavia Rugby Club
- San Jorge Rugby Club
- Tacurú Rugby Club
- Teqüe Rugby Club
- Universitario Rugby Club